# Guillaume de Vergy
Guillaume de Vergy (* wohl 1347 in Burgund; † 1407 in Besançon) war Erzbischof von Besançon und anschließend Kardinal avignonesischer Observanz.

## Leben
Guillaume de Vergy gehörte dem Haus Vergy an. Er war der Sohn von Jean II. de Vergy, genannt le Borgne (der Einäugige, † 1353), Seigneur de Fouvent, de Champlitte, d’Autrey, Seneschall von Burgund, und Gillette de Vienne. Sein Bruder war der Seneschall, Marschall und Gouverneur von Burgund Jean III. de Vergy († 1418).
Guillaume de Vergy war Prior von Beaumont-le-Roger im Bistum Évreux und Saint-Imier im Bistum Lisieux. Am 29. Januar 1371 wurde er (mit Dispens wegen seines geringen Alters) zum Erzbischof von Besançon gewählt. Er geriet in Konflikt mit Herzog Philipp II. von Burgund, den er exkommunizierte, was ihn zur Flucht nach Avignon zwang.
Am 17. April 1391 wurde er von Gegenpapst Clemens VII. zum Kardinal erhoben. 1393 erhielt Kardinal de Vergy die Ernennung zum Kardinalpriester von Santa Cecilia in Trastevere. Im gleichen Jahr trat er als Erzbischof von Besançon zurück. Er nahm am Konklave von 1394 in Avignon teil, bei dem der Gegenpapst Benedikt XIII. gewählt wurde. Im Jahr darauf nahm er an dem Treffen in Villeneuve-lès-Avignon teil, auf dem das Ende des Abendländischen Schismas vorbereitet werden sollte.
1403 hielt er sich noch in Avignon auf, starb am 25. November 1418 allerdings in Besançon. Er wurde in der Saint-Nicolas-Kapelle in der Kathedrale von Besançon bestattet.